# Romaric Bemba
Pas d'image ? Cliquez ici

a Compétitions nationales et continentales officielles uniquement.

b Matchs officiels uniquement.
Romaric Bemba, né le 23 décembre 1981, est un joueur de rugby à XIII français évoluant au poste de pilier. Il a notamment joué à Carcassonne avec lequel il remporte le Championnat de France 2012 et trois Coupes de France.

## Biographie
Issu d'une famille de footballeurs, Romaric Bemba débute tardivement au rugby à XIII seulement à son lycée de Villefranche-de-Rouergue.

## Palmarès
- Vainqueur du Championnat de France : 2012 (Carcassonne).
- Vainqueur de la Coupe de France : 2009, 2012 et 2017 (Carcassonne).
- Finaliste du Championnat de France : 2015 et 2016 (Carcassonne).